# Liaison par météore

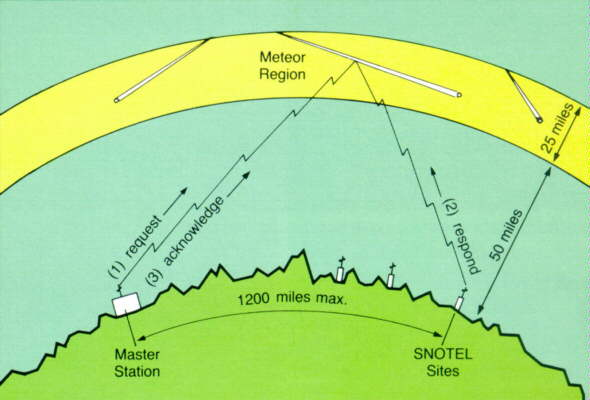
Propagation par diffusion sur un sillage météoritique.

La liaison par météore est un mode de propagation radio qui exploite le sillage ionisé des météores lors de l'entrée atmosphérique pour établir de brefs canaux de communication entre des stations de radio jusqu'à plus de 2 000 km de distance. Il peut y avoir une diffusion vers l'avant ou une rétrodiffusion des ondes radio,.

## Principe du phénomène
Des nombreuses objets qui entrent dans l'atmosphère terrestre une petite fraction possède des propriétés utiles pour la communication point à point. L'ionisation de leur sillage dans la couche de Kennelly–Heaviside de l'atmosphère peut persister jusqu'à plusieurs secondes. La densité électronique est suffisante pour réfléchir les ondes radio. Les fréquences utilisables sont déterminées par l'intensité de l'ionisation créée par le météore, souvent fonction de la taille initiale de la particule, et sont généralement comprises entre 30 MHz et 50 MHz (bande VHF).
La distance de propagation est déterminée par l'angle d'entrée dans l'atmosphère et les emplacements relatifs des stations d'émission et de réception par rapport au sillage du météore. Comme ces traînées d'ionisation n'existent que pendant quelques fractions de seconde ou quelques secondes, elles ne créent que de brèves fenêtres d'opportunité pour les communications.

## Développement
La première observation directe de l'interaction entre les météores et la propagation radio a été rapportée en 1929 par Hantaro Nagaoka au Japon. En 1931 Greenleaf Whittier Pickard a remarqué que des rafales de propagation à longue distance se produisaient lors de pluies de météores importantes. Au même moment A. M. Skellett des laboratoires Bell étudiant les moyens d'améliorer la propagation radio nocturne, a suggéré que les bizarreries que de nombreux chercheurs observaient étaient dues aux météores. L'année suivante, J. P. Schafer et W. M. Goodall ont noté que l'atmosphère avait été perturbée pendant la pluie de météores des Léonides de cette année-là, ce qui a incité Skellett à postuler que le mécanisme était la réflexion ou la diffusion des électrons dans les traînées de météores. En 1944, alors qu'il effectuait des recherches sur un système radar « pointé vers le haut » pour détecter les missiles V-2 tombant sur Londres, James Hey a confirmé que les traînées de météores reflétaient en fait des signaux radio.
En 1946, la commission fédérale des communications américaine a mis en évidence une corrélation directe entre les améliorations des signaux radio VHF et les météores. Des études menées au début des années 1950 par le National Bureau of Standards et le Stanford Research Institute n'ont eu qu'un succès limité dans l'utilisation de ce moyen.
Le premier effort sérieux pour utiliser cette technique a été réalisé par l'organisme de recherche et développement pour la défense du Canada au début des années 1950. Le projet « JANET » (du nom de Janus, qui regardait dans les deux sens) a envoyé des rafales de données préenregistrées sur bande magnétique depuis leur station de recherche radar de Prince Albert (Saskatchewan) vers Toronto, à une distance de plus de 2 000 km. Un signal « porteur » de 90 MHz a été surveillé pour détecter des augmentations soudaines de la puissance du signal, signalant la présence d'une météorite. Le système a été utilisé de manière opérationnelle à partir de 1952 et a fourni des communications utiles jusqu'à l'arrêt du projet de radar vers 1960.
Dans les années 50 et 60 de nombreux radars partiellement ou totalement dédiés à ce type d'études ont été construits dans le monde ; ils ont accompagné les études théoriques sur ce sujet.

## Utilisation militaire
L'un des premiers déploiements majeurs fut « COMET » (COmmunication by MEteor Trails), utilisé pour les communications longue distance avec le grand quartier général des puissances alliées en Europe de l'OTAN. COMET est devenu opérationnel en 1965, avec des stations situées aux Pays-Bas, en France, en Italie, en Allemagne de l'Ouest, au Royaume-Uni et en Norvège. COMET a maintenu un débit moyen entre 115 et 310 bits par seconde, selon la période de l'année.
Les communications par sursauts de météores ont perdu de leur intérêt avec l'utilisation croissante des systèmes de communication par satellite à partir de la fin des années 1960. À la fin des années 1970 il est devenu évident que les satellites n'étaient pas aussi universellement utiles qu'on le pensait à l'origine, notamment aux hautes latitudes ou lorsque la sécurité du signal était un problème. Pour ces raisons, l'U.S. Air Force a installé le système MBC de l'Alaskan Air Command (en) dans les années 1970.
Une étude plus récente est le « Advanced Meteor Burst Communications System » (AMBCS), un banc d'essai mis en place par Science Applications International Corporation sous financement de la Defense Advanced Research Projects Agency (DARPA). En utilisant des antennes à phase orientable dirigées vers la zone appropriée du ciel à un moment donné de la journée, dans la direction de déplaçement de la Terre, l'AMBCS a pu améliorer considérablement les débits de données, atteignant en moyenne 4 kilobits par seconde (kbit/s). Les satellites ont certes un débit nominal environ 14 fois plus élevé, mais leur exploitation est bien plus coûteuse.
Des gains de débit supplémentaires sont théoriquement possibles grâce à l'utilisation d'un pilotage en temps réel. Le concept de base consiste à utiliser des signaux rétrodiffusés pour localiser l'emplacement exact du sillage (ou de plusieurs sillages) pour pointer l'antenne. Cette méthode améliore le gain, ce qui permet d'obtenir des débits de données nettement supérieurs. À ce jour, cette approche ne semble pas avoir été testée expérimentalement.

## Utilisation scientifique
Le ministère de l'Agriculture des États-Unis (USDA) a largement utilisé la diffusion météorique dans son système SnoTel (Snow Telemetry) pendant plus de 40 ans jusqu'en 2023. Plus de 900 stations de mesure de la teneur en eau de la neige dans l'ouest des États-Unis étaient équipées d'émetteurs radio qui s'appuyaient sur les communications par diffusion météoritique pour envoyer les mesures à un centre de données,.

## Utilisation radioamateur

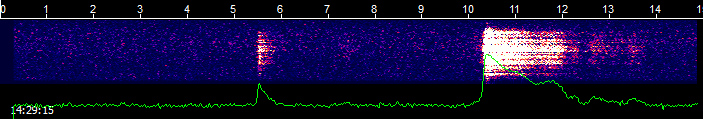
L'enregistrement des signaux MSK144 à 50 MHz lors d'un évènement.

Dans ce domaine la plupart des communications se font entre des stations radio qui suivent un calendrier précis de périodes de transmission et de réception. Comme il est impossible de prévoir la présence d'une traînée de météore à un endroit approprié les stations doivent transmettre les mêmes informations à plusieurs reprises jusqu'à un accusé de réception. Des protocoles sont utilisés pour réguler la progression du flux d'informations. Alors qu'un seul météore peut créer une traînée qui permet la prise en charge de plusieurs étapes du protocole, un échange complet d'informations nécessite souvent plusieurs météores et une longue période de temps.
Tout type de mode de communication peut être utilisé dans ce domaine. La bande latérale unique a été populaire parmi les opérateurs de radio amateur en Amérique du Nord qui tentaient d'établir un contact avec d'autres stations pendant les pluies de météores sans planifier un programme à l'avance avec l'autre station. L'utilisation du code Morse a été plus populaire en Europe où les opérateurs ont utilisé des magnétophones puis des ordinateurs pour envoyer des messages à des vitesses de transmission pouvant atteindre 800 mots par minute. Depuis 2000 plusieurs modes numériques mis en œuvre par des programmes informatiques ont remplacé les communications vocales et en code Morse. Le mode le plus populaire pour les opérations de radio amateur est le MSK144, qui est implémenté dans le logiciel WSJT-X.